# Търговище (Вранско)
Вижте пояснителната страница за други значения на Търговище.
Търговище (на сръбски: Трговиште или Trgovište) е село, административен център на община Търговище, Пчински окръг, Сърбия.

## История
В края на XIX век Търговище е село в Прешевска кааза на Османската империя. Според статистиката на Васил Кънчов от 1900 г. Търговище е населявано от 580 жители българи. Според патриаршеския митрополит Фирмилиан в 1902 година в Търговище има 95 сръбски патриаршистки къщи. По данни на секретаря на Българската екзархия Димитър Мишев в 1905 в Търговище (Targovichté) живеят 800 българи патриаршисти гъркомани.
Църквата „Свети Николай“ е от 1939 година.
По време на българското управление във Вардарска Македония в годините на Втората световна война, Никола М. Наджаков от Щип е български кмет на Търговище от 31 януари 1942 година до 26 октомври 1942 година. След това кметове са Владимир Ил. Николчев от Градище (30 октомври 1942 - 22 юли 1943) и Васил П. Василев (11 ноември 1943 - 12 август 1944).

## Население
Историческото население на село Търговище
|  |

- 1948- 820
- 1953- 840
- 1961- 921
- 1971- 972
- 1981- 1401
- 1991- 1787
- 2002- 1864

## Етнически състав
- сърби-1826 (97,96%) жители
- македонци-13 (0,69%) жители
- албанци-3 (0,16%) жители
- българи-2 (0,10%) жители
- черногорци-1 (0,05%) жители
- югославяни-1 (0,05%) жители
- недекларирали-3 (0,16%) жители

## Личности
Родени в Търговище
- Кръсто Ковачев (1877 - 1948), сърбомански четнически войвода